# Football Club de Nantes
O Football Club de Nantes, de 1992 até 2007 foi chamado de Football Club Nantes Atlantique, FC Nantes ou simplesmente Nantes é um clube de futebol francês sediado em Nantes. Fundado em 1943, é um dos clubes mais tradicionais do país e atualmente disputa a Ligue 1. Manda seus jogos no Stade de la Beaujoire, com 37 463 lugares. O clube é também conhecido como "Os Canários" devido às cores do clube (amarelo e verde). Suas maiores conquistas são os oito títulos do Campeonato Francês e os quatro da Copa da França, além de três Supercopas da França e uma Copa da Liga Francesa na sua antiga fórmula, sendo o terceiro maior campeão do Campeonato Francês.

## História
Em 1943, Marcel Saupin, dirigente de um clube pequeno de Nantes, propôs uma fusão entre todos os clubes da cidade para trazer sucesso ao esporte local. É fundado então o Football Club de Nantes, que, com o término da Segunda Guerra Mundial, que paralisou as competições nacionais da França, ingressa na segunda divisão do país, obtendo um digno 5.º lugar na sua temporada de estreia.
Embora as expectativas fossem grandes, o clube permaneceu na divisão por dezoito anos, até que, com o vicecampeonato em 1962/63, conseguiu acesso à elite do futebol nacional. Logo nas três primeiras temporadas, é bicampeão francês, e passa a ser reconhecido e respeitado. O sucesso continuou, com mais quatro títulos nacionais e um da Copa da França, além de uma Copa da Liga Francesa. Em vinte anos, o Nantes se sagrou o segundo maior campeão do país, junto ao Stade de Reims.
Em 1994/95, após onze anos sem um título, o maior jejum de sua história desde o acesso à Ligue 1, conquistou seu sétimo certame nacional, o que antecederia mais uma época vitoriosa em sua trajetória, quando foi bicampeão consecutivo da Copa da França em 1998/99 e 1999/00, e conquistou seu oitavo título da Ligue 1 no ano seguinte.
Para se ter ideia da tradição do FC Nantes no Campeonato Francês, o clube ficou abaixo da 10.º posição, de 1963 até 2000, apenas quatro vezes. Porém, nos anos 2000, com três campanhas ruins, foi rebaixado pela primeira vez em sua história, em 2006/07, quando ficou na última posição do certame nacional. Retornou no ano seguinte apenas para sucumbir mais uma vez, em 2008/09. Na temporada seguinte, não conseguiu acesso e disputou, em 2010/11, novamente a segunda divisão francesa. Na temporada 2012/13 garantiu acesso para a primeira divisão, ficando em terceiro lugar.

## Elenco
16 de março de 2025
Nota: Bandeiras indicam equipe nacional, conforme definido pelas regras de elegibilidade da FIFA. Os jogadores podem ter mais de uma nacionalidade não-FIFA.
| N.º |                                | Posição | Jogador                                    |
| --- | ------------------------------ | ------- | ------------------------------------------ |
| 3   | França                         | D       | Nicolas Cozza (emprestado pelo Wolfsburg)  |
| 4   | França                         | D       | Nicolas Pallois                            |
| 5   | Espanha                        | M       | Pedro Chirivella (Capitão)                 |
| 6   | Nigéria                        | D       | Chidozie Awaziem                           |
| 8   | França                         | M       | Johann Lepenant (emprestado pelo Lyon)     |
| 10  | Zimbabwe                       | A       | Tino Kadewere                              |
| 11  | Guadalupe                      | D       | Marcus Coco                                |
| 13  | França                         | M       | Francis Coquelin                           |
| 16  | Portugal                       | G       | Anthony Lopes                              |
| 17  | República Democrática do Congo | A       | Meschack Elia (emprestado pelo Young Boys) |
| 18  | França                         | D       | Fabien Centonze                            |

| N.º |               | Posição | Jogador                                          |
| --- | ------------- | ------- | ------------------------------------------------ |
| 22  | País de Gales | M       | Sorba Thomas (emprestado pelo Huddersfield Town) |
| 24  | Guiné         | D       | Saïdou Sow (emprestado pelo Strasbourg)          |
| 25  | França        | M       | Florent Mollet                                   |
| 27  | Nigéria       | A       | Moses Simon                                      |
| 30  | Suécia        | G       | Patrik Carlgren                                  |
| 31  | Egito         | A       | Mostafa Mohamed                                  |
| 39  | França        | A       | Matthis Abline                                   |
| 50  | França        | G       | Hugo Barbet                                      |
| 98  | França        | D       | Kelvin Amian                                     |
| —   | Coreia do Sul | M       | Kwon Hyeok-kyu                                   |
| —   | Coreia do Sul | M       | Hong Hyun-seok                                   |
| —   | Mali          | A       | Amady Camara                                     |
| —   | Suécia        | A       | Mayckel Lahdo                                    |

### Saíram por empréstimo
Nota: Bandeiras indicam equipe nacional, conforme definido pelas regras de elegibilidade da FIFA. Os jogadores podem ter mais de uma nacionalidade não-FIFA.
| N.º |          | Posição | Jogador                                                                        |
| --- | -------- | ------- | ------------------------------------------------------------------------------ |
|     | França   | D       | Hugo Boutsingkham (emprestado ao Stade Briochin até 30 de junho de 2025)       |
|     | Haiti    | D       | Jean-Kévin Duverne (emprestado ao KV Kortrijk até 30 de junho de 2025)         |
|     | Camarões | A       | Ignatius Ganago (emprestado ao New England Revolution até 30 de junho de 2025) |

| N.º |          | Posição | Jogador                                                           |
| --- | -------- | ------- | ----------------------------------------------------------------- |
|     | França   | M       | Yassine Benhattab (emprestado ao Aubagne até 30 de junho de 2025) |
|     | Senegal  | M       | Lamine Diack (emprestado ao Hatayspor até 30 de junho de 2025)    |
|     | Tanzânia | A       | Omar Mvungi (emprestado ao Wasquehal até 30 de junho de 2025)     |

### Equipe reserva
16 de março de 2025
Nota: Bandeiras indicam equipe nacional, conforme definido pelas regras de elegibilidade da FIFA. Os jogadores podem ter mais de uma nacionalidade não-FIFA.
| N.º |                                | Posição | Jogador                |
| --- | ------------------------------ | ------- | ---------------------- |
|     | França                         | G       | Lucas Bonelli          |
|     | França                         | G       | Daniel Le Duigou       |
|     | França                         | G       | Tom Mabon              |
|     | Madagascar                     | D       | Mathieu Acapandié      |
|     | França                         | D       | Deen Adehoumi          |
|     | França                         | D       | Moutanabi Bodiang      |
|     | França                         | D       | Lancelot Carbon        |
|     | França                         | D       | Sékou Doucouré         |
|     | França                         | D       | Taigy Dugard           |
|     | França                         | D       | Florian Joseph-Monrose |
|     | França                         | D       | Enzo Mongo             |
|     | República Democrática do Congo | D       | Musunda Mwamba         |
|     | França                         | M       | Timothé David          |

| N.º |                           | Posição | Jogador               |
| --- | ------------------------- | ------- | --------------------- |
|     | França                    | M       | Malang Gomes          |
|     | França                    | M       | Louis Leroux          |
|     | França                    | M       | Mathis Oger           |
|     | França                    | M       | Dehmaine Assoumani    |
|     | França                    | M       | Sacha Ziani           |
|     | França                    | A       | Joe-Loïc Affamah      |
|     | República Centro-Africana | A       | Hamissou Dangabo      |
|     | Guiné                     | A       | Herba Guirassy        |
|     | Comores                   | A       | Adel Mahamoud         |
|     | França                    | A       | Frédéric Ndi Assoumou |
|     | Guiné Equatorial          | A       | José Nabil Ondó       |
|     | França                    | A       | Plamedi Nsingi        |

### Números aposentados
Nota: Bandeiras indicam equipe nacional, conforme definido pelas regras de elegibilidade da FIFA. Os jogadores podem ter mais de uma nacionalidade não-FIFA.
| N.º |           | Posição | Jogador                           |
| --- | --------- | ------- | --------------------------------- |
| 9   | Argentina | A       | Emiliano Sala (homenagem póstuma) |

## Futebolistas famosos
- Loïc Amisse
- Sylvain Armand
- Jean-Kévin Augustin
- William Ayache
- Bruno Baronchelli
- Jean-Paul Bertrand-Demanes
- Bernard Blanchet
- Ludovic Blas
- Maxime Bossis
- Vincent Bracigliano
- Robert Budzynski
- Eric Carrière
- Frédéric Da Rocha
- Marcel Desailly
- Didier Deschamps
- Jean-Michel Ferri
- Nicolas Gillet
- Philippe Gondet
- Jocelyn Gourvennec
- Christian Karembeu
- Antoine Kombouaré
- Mickaël Landreau
- Yvon Le Roux
- Patrice Loko
- Claude Makélélé
- Henri Michel
- Olivier Monterrubio
- Jean-Claude Osman
- Nicolas Ouédec
- Nicolas Pallois
- Dimitri Payet
- Éric Pécout
- Reynald Pedros
- Gilles Rampillon
- Patrice Rio
- Omar Sahnoun
- Nicolas Savinaud
- Jean-Claude Suaudeau
- Jérémy Toulalan
- José Touré
- Thierry Tusseau
- Valentin Rongier
- Jordan Veretout
- Stéphane Ziani
- Djamel Abdoun
- Ángel Bargas
- Jorge Burruchaga
- Mauro Cetto
- Néstor Fabbri
- Ángel Marcos
- Oscar Muller
- Julio Olarticoechea
- Emiliano Sala
- Victor Trossero
- Michel Der Zakarian
- Franky Vercauteren
- Diego Carlos
- Andrei Girotto
- Vahid Halilhodžić
- Salomon Olembé
- Japhet N'Doram
- Oswaldo Vizcarrondo
- Mario Yepes
- Erich Maas
- Noureddine Naybet
- Jaouad Zairi
- Samson Siasia
- Moses Simon
- Robert Gadocha
- Roman Kosecki
- Viorel Moldovan
- Claudiu Keșerü
- Mo Johnston
- Filip Đorđević
- Pedro Chirivella
- Marama Vahirua
- Imed Mhedhebi
- Adel Sellimi
- Alejandro Bedoya

## Treinadores
- Aimé Nuic (1943–46)
- Antoine Raab (1946–49)
- Antoine Gorius (1949–51)
- Émile Veinante (1951–55)
- Antoine Raab (1955–1956)
- Stanislas Staho (1956)
- Ludwig Dupal (1956–59)
- Karel Michlowsky (1959–60)
- José Arribas (1960–76)
- Jean Vincent (1976–82)
- Jean-Claude Suaudeau (1982–1988)
- Miroslav Blažević (1988–91)
- Raynald Denoueix (1997–2001)
- Ángel Marcos (2001–2003)
- Loïc Amisse (2003–2005)
- Serge Le Dizet (2005–2006)
- Georges Eo (2006–2007)
- Michel Der Zakarian e  Japhet N'Doram (2007)
- Michel Der Zakarian (2007–2008)
- Christian Larièpe (2008, interino)
- Élie Baup (2008–2009)
- Gernot Rohr (2009)
- Jean-Marc Furlan (2009–2010)
- Baptiste Gentili (2010–2011)
- Philippe Anziani (2011)
- Landry Chauvin (2011–2012)
- Michel Der Zakarian (2012–2016)
- René Girard (2016)
- Sérgio Conceição (2016–2017)
- Claudio Ranieri (2017–2018)
- Miguel Cardoso (2018)
- Vahid Halilhodžić (2018–2019)
- Christian Gourcuff (2019–2020)
- Raymond Domenech (2020–2021)
- Antoine Kombouaré (2021–2023)
- Pierre Aristouy (2023)
- Jocelyn Gourvennec (2023–2024)
- Antoine Kombouaré (2024–)